# Alexandria (Kentucky)
Alexandria is een plaats (city) in de Amerikaanse staat Kentucky, en valt bestuurlijk gezien onder Campbell County.

## Demografie
Bij de volkstelling in 2000 werd het aantal inwoners vastgesteld op 8286.
In 2006 is het aantal inwoners door het United States Census Bureau geschat op 8002, een daling van 284 (-3,4%).

## Geografie
Volgens het United States Census Bureau beslaat de plaats een oppervlakte van
14,0 km², waarvan 13,9 km² land en 0,1 km² water. Alexandria ligt op ongeveer 165 m boven zeeniveau.

## Plaatsen in de nabije omgeving
De onderstaande figuur toont nabijgelegen plaatsen in een straal van 8 km rond Alexandria.

## Geboren in Alexandria
Ciara Bravo (18 maart 1997), Amerikaans actrice, zangeres en comédienne